# Hermandad de la Estrella (Jerez)
La Ilustre y Lasaliana Hermandad y Cofradía de Nazarenos de Cristo Rey en su Entrada Triunfal en Jerusalén, Nuestra Señora de la Estrella y San Juan Bautista de la Salle, popularmente conocida como La Borriquita, o simplemente La Estrella, es una cofradía religiosa católica de Jerez de la Frontera (España). Procesiona en la tarde del Domingo de Ramos.

## Historia
Fue fundada en 1949 por grupo de antiguos alumnos de las escuelas de La Salle en Jerez en la Iglesia de San Marcos. La hermandad durante 1950 realizó una gran campaña de captación en la cual animaban a los alumnos y antiguos alumnos a participar de la Cofradía.

## Iconografía

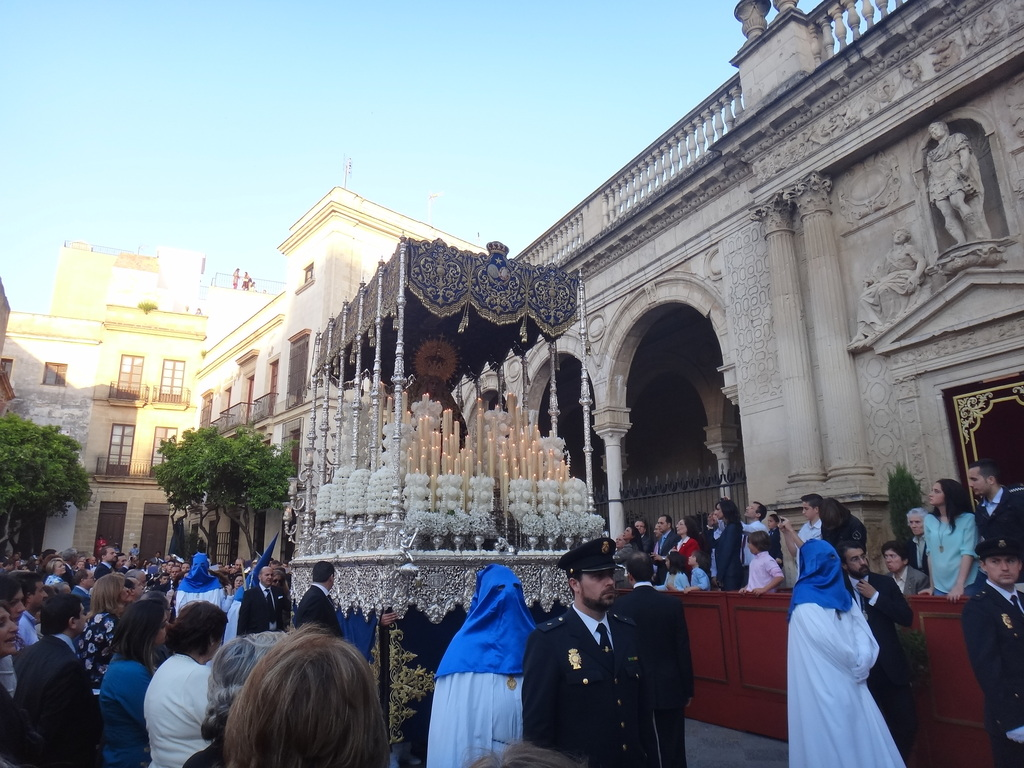
Virgen de la Estrella en Carrera Oficial

El primer paso representa a Cristo entrando en Jerusalén a lomos de una pollina, rodeado por los apóstoles, niños y mujeres. El segundo paso Dolorosa bajo Palio.

## Escudo
En el centro del mismo un anagrama de María en color azul, sobre este una estrella, todo ello rodeado por un par de palmas verdes que circunvalan el conjunto, y sobre el mismo corona real. [

## Imágenes

### Cristo Rey
El 19 de marzo de 1950, siendo la festividad de San José, bendicen la imagen del Señor, realizada por Tomás Chaveli, escultor y miembro fundador de la Cofradía.

### Virgen de la Estrella
En 1961 la cofradía busca la imagen de una Virgen, y encuentran una acorde a sus peticiones en los talleres de Sebastián Santos Rojas, al cual le costó venderla debido al gran cariño que tenía hacia dicha talla, por estar inspirada en el rostro de su hija. No procesionó hasta la Semana Santa de 1969.
Está considerada una de las más importantes tallas de Andalucía en el siglo XX, siendo restaurada por primera vez en 2020

## Sede

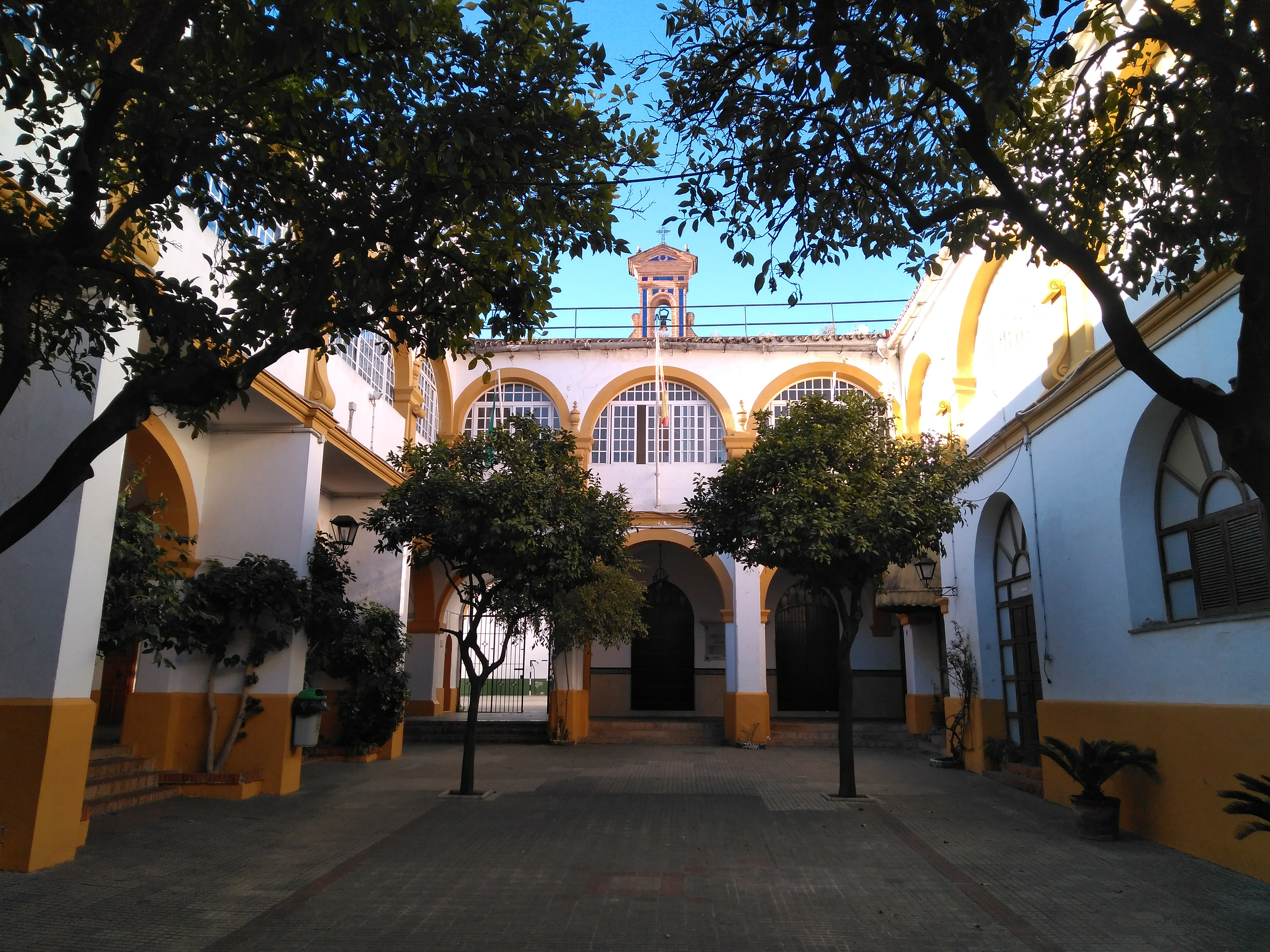
Exterior de la sede

Su templo es la capilla del Colegio San José, de los hermanos de La Salle, en la céntrica calle Porvera, templo jubilar en 2019.

## Paso por Carrera Oficial
| Predecesor: No tiene | Orden de entrada en Carrera Oficial (Domingo de Ramos) 1.er lugar | Sucesor: Pasión |